# 크르크

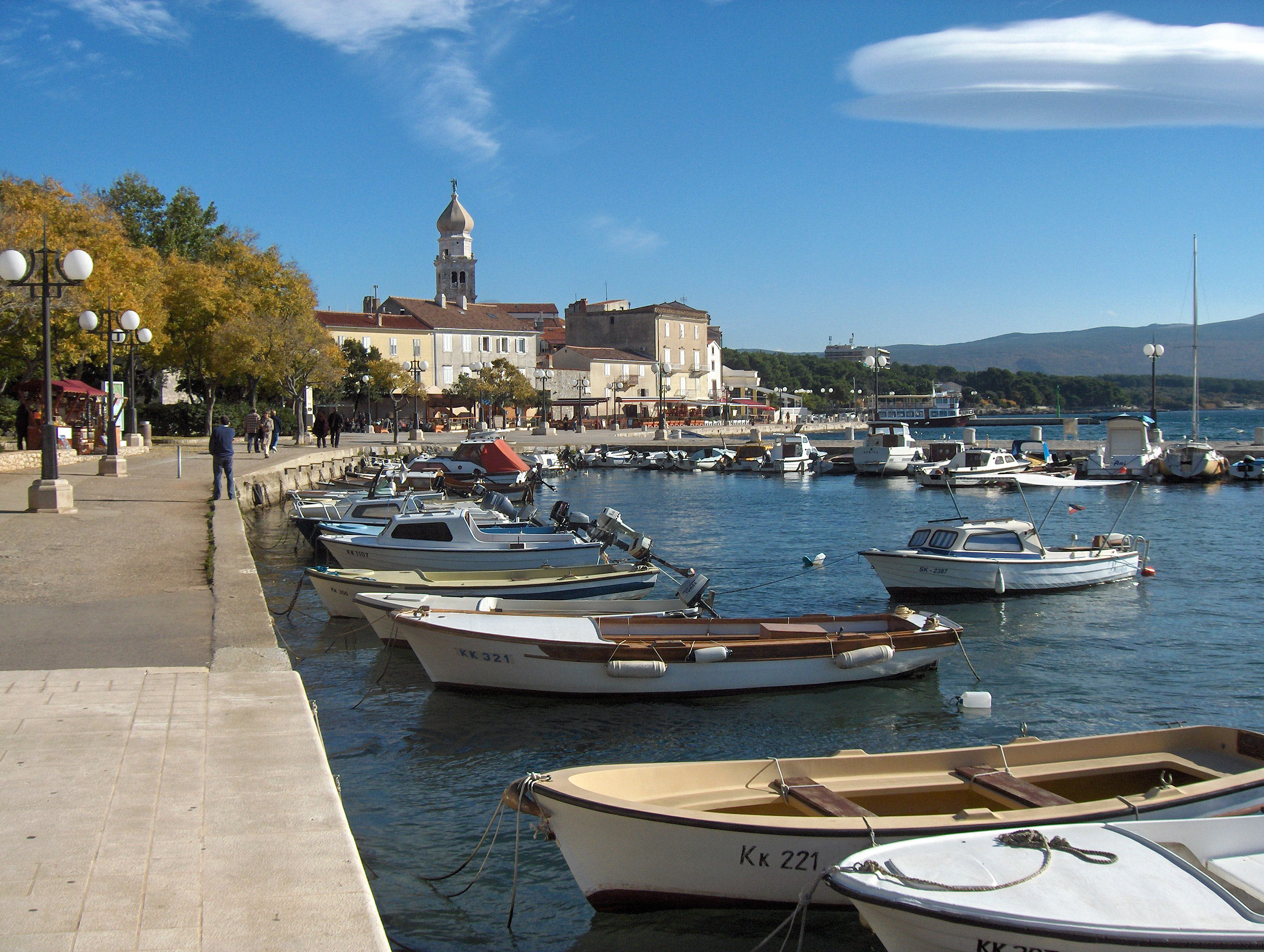
크르크 항

크르크(크로아티아어: Krk, 이탈리아어: Veglia)는 크로아티아 프리모레고르스키코타르주에 위치한 도시로 인구는 6,243명(2011년 기준)이다. 크르크섬에 위치한다.